# Stenellipsis lunigera
Stenellipsis lunigera là một loài bọ cánh cứng trong họ Cerambycidae.